# Durrenentzen
 Durrenentzen  (en alsacià Dírrenanze) és un municipi francès, situat a la regió del Gran Est, al departament de l'Alt Rin. L'any 2006 tenia 911 habitants.

## Demografia
| 1962 | 1968 | 1975 | 1982 | 1990 | 1999 |
| ---- | ---- | ---- | ---- | ---- | ---- |
| 327  | 342  | 427  | 567  | 584  | 689  |

## Administració
| Període   | Identitat   | Partit |
| --------- | ----------- | ------ |
| 2001-2014 | Paul Walter |        |
| 2014-2020 | Paul Bass   |        |